# Massimo Bulleri

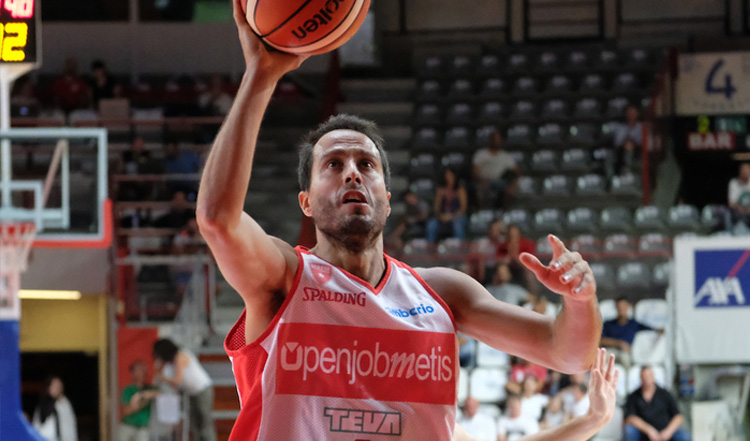
Massimo Bulleri é um basquetebolista profissional italiano que atualmente joga pelo New Basket Brindisi disputando a Liga Italiana de Basquetebol. O jogador possui 1,88 m de altura e pesa 81 kg.

Massimo Bulleri (Cecina, 10 de setembro de 1977) é um basquetebolista profissional italiano que atualmente joga pelo New Basket Brindisi disputando a Liga Italiana de Basquetebol.

O jogador possui 1,88 m de altura e pesa 81 kg. Defendendo a Seleção Italiana de Basquetebol conquistou a Medalha de Prata nos Jogos Olímpicos de Verão de 2004 em Londres.